# Cicurina itasca
Cicurina itasca là một loài nhện trong họ Dictynidae.
Loài này thuộc chi Cicurina. Cicurina itasca được Ralph Vary Chamberlin & Wilton Ivie miêu tả năm 1940.